# Круглиха (Весьегонский район)
Круглиха — деревня в Весьегонском муниципальном округе Тверской области.

## География
Деревня находится в северо-восточной части Тверской области на расстоянии приблизительно 19 км на юг по прямой от районного центра города Весьегонск.

## История
Основана в 1630-40-х годах карелами-переселенцами на месте более древней, но запустевшей в Смутное время одноименной деревни. Дворов 11(1859), 19 (1889), 33 (1931), 29 (1963), 26 (1993), 23 (2008),. До 2019 года входила в состав Чамеровского сельского поселения до упразднения последнего.

## Население
Численность населения: 77 человек (1859 год), 112(1889), 166 (1931), 57 (1963), 80 (1993),, 67 (96 % русские) 2002 году, 72 в 2010.